# Natalja Georgijewna Gundarewa

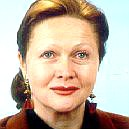
Natalja Georgijewna Gundarewa

Natalja Georgijewna Gundarewa (russisch Наталья Георгиевна Гундарева; * 28. August 1948 in Moskau; † 15. Mai 2005 ebenda) war eine sowjetische bzw. russische Theater- und Filmschauspielerin.

## Leben
Gundarewas Eltern waren Ingenieure und wohnten in einer Kommunalka. Nach der frühen Scheidung der Eltern wuchs Gundarewa bei der Mutter auf. Als Schülerin der 8. Klasse machte Gundarewa im Theater der Jungen Moskauer im Pionierpalast auf den Moskauer Leninbergen mit. Als Schülerin der 10. Klasse begann sie als Zeichnerin in einem Konstruktionsbüro zu arbeiten. Der befreundete Schauspieler Wiktor Pawlow überredete sie nach zwei Jahren, an der Schtschukin-Theaterhochschule zu studieren. Im Frühjahr 1971 schloss sie mit Juri Katin-Jarzews Kurs, an dem auch Konstantin Raikin, Juri Bogatyrjow und Natalja Warlei teilnahmen, das Studium ab.
Nach verschiedenen Angeboten entschied sich Gundarewa 1972 für das Moskauer Majakowski-Theater, an dem sie bis zu ihrem Tode blieb. Zunächst teilte ihr der Hauptregisseur Andrei Gontscharow nur kurzzeitige Rollen zu. In Alexander Ostrowskis Komödie Es bleibt ja in der Familie übernahm sie 1974 in Vertretung Tatjana Doroninas die Lipotschka-Hauptrolle mit Erfolg.
Ab 1971 war Gundarewa auch als Filmschauspielerin tätig. Ihre erste bedeutende Rolle war 1975 Anja Dobrochotowa in Wladimir Fetins Spielfilm Sladkaja schenschtschina (Süße Frau), worauf sie Angebote von vielen anderen Regisseuren bekam.
In ihren erfolgreichsten Jahren 1979–1984 spielte Gundarewa nicht mehr einfache Dorfbewohnerinnen und Milchmädchen, sondern psychologisch komplexe, vielschichtige Frauen. Ihre bedeutendste Theaterrolle war Katerina Lwowna Ismailowa in dem von Gontscharow im Majakowski-Theater inszenierten Stück  Die Lady Macbeth von Mzensk nach Nikolai Leskows gleichnamiger Novelle. Ebenso bedeutend war sie 1979 als Nina Busykina in Georgi Danelijas Film Marathon im Herbst.
In den 1980er Jahren verschlechterte sich Gundarewas Gesundheitszustand. Nach dem Zerfall der Sowjetunion wurden ihr weniger geeignete Rollen angeboten. Sie arbeitete 1993–1995 in der Staatsduma in der Fraktion Union der Frauen Russlands. Ihre letzte Rolle am Theater spielte sie 1997. In einer Fernsehserie war sie Anfang 2001 stark verändert zu sehen.
Gundarewa war dreimal verheiratet und blieb kinderlos. Sie starb in Moskau am 15. Mai 2005 an einer Hirnblutung auf dem Weg ins Krankenhaus und wurde auf dem Friedhof Trojekurowo begraben.

## Ehrungen, Preise
- Beste Schauspielerin des Jahres der Zeitschrift Sowjetski ekran (1977, 1981, 1985, 1990)[4]
- Komsomol-Preis (1978)[4]
- Verdiente Künstlerin der RSFSR (1980)
- Brüder-Wassiljew-Staatspreis der RSFSR (1980)[4]
- Preis des IX. Internationalen Filmfestivals in Bulgarien (1981)[4]
- Staatspreis der UdSSR (1984)[4]
- Volkskünstlerin der RSFSR (1986)[4]
- Nika-Preis (1990)[4]
- Preis auf dem Internationalen Filmfestival Montreal (1990)[4]
- Moskauer Theaterpreis Chrustalnaja Turandot (1996)[4]
- Verdienstorden für das Vaterland IV. Klasse (1998)[4]
- Internationaler Stanislawski-Theaterpreis (2001)[4]
- Preis des Präsidenten der Russischen Föderation im Bereich Literatur und Kunst 2002 (2003)[4]
- Preis der Russischen Filmakademie Solotoi orjol (Goldener Adler) (2003)